# Aldealengua de Santa María
Aldealengua de Santa María település Spanyolországban, Segovia tartományban. Aldealengua de Santa María Maderuelo, Languilla és Alconada de Maderuelo községekkel határos. Lakosainak száma 59 fő (2024).

## Népesség
A település népessége az elmúlt években az alábbi módon változott:
| Lakosok száma | 86   | 78   | 86   | 77   | 76   | 58   | 65   | 63   | 61   | 59   |
|               | 2001 | 2004 | 2007 | 2009 | 2012 | 2014 | 2017 | 2019 | 2022 | 2024 |